# 루마 (비디오)
비디오에서 루마(luma, {\displaystyle Y'})는 이미지의 밝기(이미지의 "흑백" 또는 무채색 부분)를 나타낸다. 루마는 일반적으로 크로미넌스와 쌍을 이룬다. 루마는 무채색 이미지를 나타내고, 크로마 구성 요소는 색 정보를 나타낸다. R′G′B′ 소스(3CCD 카메라의 출력과 같은)를 루마와 크로마로 변환하면 크로마 서브샘플링이 가능하다. 인간의 시각은 색상 차이보다 휘도("흑백") 차이에 대한 공간적 민감도가 더 뛰어나기 때문에, 비디오 시스템은 낮은 해상도로 색상 정보를 저장하고 전송하여 특정 대역폭에서 인지되는 세부 사항을 최적화할 수 있다.

## 루마 대 상대 휘도
루마는 감마 압축된 컬러 비디오의 R′G′B′ 구성 요소의 가중 합계이다. — 프라임 기호 ′는 감마 압축을 나타낸다. 이 단어는 비디오 공학에서 구현된 루마와 색채 과학에서 사용되는 상대 휘도(즉, CIE에서 정의된 바와 같이) 간의 혼동을 방지하기 위해 제안되었다. 상대 휘도는 감마 압축된 구성 요소가 아닌 선형 RGB 구성 요소의 가중 합계로 형성된다. 그럼에도 불구하고 루마는 때때로 잘못하여 휘도라고 불린다. SMPTE EG 28은 루마를 나타내기 위해 기호 {\displaystyle Y'}를, 상대 휘도를 나타내기 위해 기호 {\displaystyle Y}를 권장한다.

### 상대 휘도의 사용
루마가 더 자주 접하게 되지만, 상대 휘도는 모니터의 밝기를 언급할 때 비디오 공학에서 때때로 사용된다. 상대 휘도를 계산하는 데 사용되는 공식은 CIE 색상 일치 함수와 빨강, 녹색, 파랑의 관련 표준 색도(예: 원본 NTSC 기본 색상, SMPTE C, 또는 Rec. 709)를 기반으로 한 계수를 사용한다.
Rec. 709 (sRGB) 기본 색상의 경우, 순수 색채 측정 고려 사항 및 상대 휘도 정의를 기반으로 한 선형 조합은 다음과 같다:
{\displaystyle Y=0.2126R+0.7152G+0.0722B}
Rec. 709 사양에서 루마를 계산하는 데 사용되는 공식은 임의로 동일한 계수를 사용하지만, 감마 압축된 구성 요소와 함께 사용한다:
{\displaystyle Y'=0.2126R'+0.7152G'+0.0722B',}
여기서 프라임 기호 ′는 감마 압축을 나타낸다.

## Rec. 601 루마 대 Rec. 709 루마 계수
CCIR 601을 따르는 디지털 형식(즉, 대부분의 디지털 표준 해상도 형식)의 경우, 루마는 다음 공식으로 계산된다:
{\displaystyle Y'_{\text{601}}=0.299R'+0.587G'+0.114B'}
ITU-R 권장 BT. 709를 따르는 형식(즉, 대부분의 디지털 고화질 형식)은 다른 공식을 사용한다:
{\displaystyle Y'_{\text{709}}=0.2126R'+0.7152G'+0.0722B'}
현대 HDTV 시스템은 709 계수를 사용하고, 전환기 1035i HDTV (MUSE) 형식은 SMPTE 240M 계수를 사용할 수 있다:
{\displaystyle Y'_{\text{240}}=0.212R'+0.701G'+0.087B'=Y'_{\text{145}}}
이 계수들은 표준이 만들어질 당시 사용되던 SMPTE RP 145 기본 색상("SMPTE C"라고도 알려짐)에 해당한다.
루마 계수의 변경은 기본 색상 빨강, 녹색, 파랑의 해당 표준 색도('색상')를 반영하는 "이론적으로 정확한" 계수를 제공하기 위한 것이다. 그러나 이 결정에 대해서는 약간의 논란이 있다. 루마 계수의 차이로 인해 정확한 색상을 제공하려면 구성 요소 신호를 Rec. 601과 Rec. 709 사이에서 변환해야 한다. 소비자 장비에서는 이 변환을 수행하는 데 필요한 매트릭스가 비용 절감을 위해 생략될 수 있으며, 이는 부정확한 색상으로 이어진다.

## 루마 및 휘도 오류
마찬가지로, Rec. 709 루마 계수가 반드시 더 나은 성능을 제공하는 것은 아니다. 루마와 상대 휘도 사이의 차이 때문에 루마는 이미지의 휘도를 정확하게 나타내지 않는다. 결과적으로 크로마의 오류가 휘도에 영향을 줄 수 있다. 루마만으로는 휘도를 완벽하게 나타내지 못하며, 정확한 휘도는 정확한 루마와 크로마를 모두 필요로 한다. 따라서 크로마의 오류가 이미지의 휘도로 "번진다".
경계 근처의 밝기 번짐에 유의한다. 크로마 서브샘플링의 광범위한 사용으로 인해, 크로마의 오류는 일반적으로 해상도/대역폭이 낮아질 때 발생한다. 이러한 낮은 대역폭은 고주파 크로마 구성 요소와 결합되어 휘도에서 눈에 띄는 오류를 유발할 수 있다. 고주파 크로마 구성 요소의 예로는 SMPTE 컬러바 테스트 패턴의 녹색 막대와 마젠타 막대 사이의 선이 있다. 휘도 오류는 이 영역에서 발생하는 어두운 띠로 볼 수 있다.

## 루미넌스

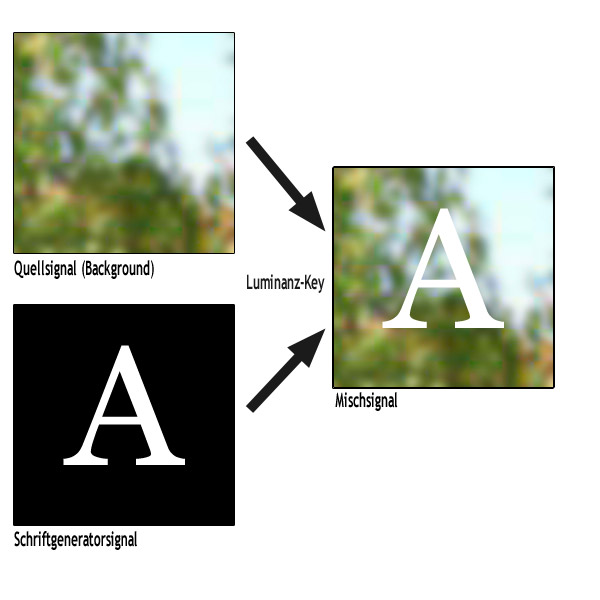
루미넌스 키의 자막 응용. 자막기와 비슷하게 동작한다.

루미넌스 키(Luminance key) 또는 루마 키(Luma key)는 영상의 색 밝기 차이(밝고 어두운 정도)를 이용한 디지털 합성 기술로, 한 영상의 어두운 부분을 없애거나 투명하게 만들어서 다른 쪽 영상이 비치게 할 수 있다. 영상 편집에서뿐 아니라, 영상 믹서를 이용한 실시간 방송에도 이용할 수 있다. 또, 이 루미넌스 키는 타이틀, 영화 크레딧, 자막 등에 이용할 수 있다. 이를테면 A 영상과 B 영상이 있고, A 영상은 일반 동영상, B 영상은 검은색 바탕의 불꽃이 튀기는 화면이 있다고 하자. 이때 A 영상을 B 영상과 합성하게 되면, 불꽃 효과가 A 영상에 들어가게 된다. 이 효과는 알파 채널과 비슷한 양상을 가진다.

## 같이 보기
- 키잉
- 크로마 키
- 시각 효과
- 크로마 서브샘플링
- 색차
- 감마 보정